# Kielder
Kielder är en ort och civil parish i Storbritannien.   Den ligger i grevskapet och kommunen Northumberland i riksdelen England, i den centrala delen av landet, 400 km norr om huvudstaden London. Kielder ligger 205 meter över havet och antalet invånare är 200.
Terrängen runt Kielder är kuperad norrut, men söderut är den platt. Kielder ligger nere i en dal. Runt Kielder är det ganska glesbefolkat, med 26 invånare per kvadratkilometer. Närmaste större samhälle är Newcastleton, 15,7 km väster om Kielder. I omgivningarna runt Kielder växer i huvudsak blandskog.